# 스위트 크리스마스
《스위트 크리스마스》(영어: Noel)는 2004년 공개된 미국의 크리스마스 드라마 영화이다.

## 출연
- 수전 서랜던
- 페넬로페 크루스
- 폴 워커
- 앨런 아킨
- 마커스 토머스
- 채즈 팰민테리
- 로빈 윌리엄스
- 대니얼 순자타
- 존 도먼
- 빌리 포터
- 카먼 이조고
- 머윈 몬디지어
- 데이비드 줄리언 허시

## 기타 제작진
- 공동 제작: 제임스 물라이
- 협력 제작: 마이클 클래스토린
- 배역: 나디아 로나
- 미술: 캐럴 스피어
- 의상: 러네이 에이프릴

## 같이 보기
- 크리스마스 영화 목록